# Lista de presidentes do Tribunal de Justiça de São Paulo
Esta é uma lista de presidentes do Tribunal de Justiça de São Paulo, fazem parte todos os magistrados que já ocuparam o cargo de presidente. 
- Tristão de Alencar Araripe (1874)
- José Norberto dos Santos (1874-1875)
- Olegário Herculano D'Aquino e Castro (1875-1876)
- Agostinho Luiz da Gama (1876-1879)
- Joaquim Pedro Villaça (1879-1888)
- José Ignácio Gomes Guimarães (1888-1890)
- João Augusto de Pádua Fleury (1890-1891)
- Raimundo Furtado de Albuquerque Cavalcanti (1891)
- João Augusto de Pádua Fleury (1891-1892)
- Carlos Augusto de Souza Lima (1892-1897)
- Frederico Dabney Avellar Brotero (1897-1900)
- José Xavier de Toledo (1900-1901)
- Ignácio José de Oliveira Arruda (1901-1902)
- Pedro Antônio de Oliveira Ribeiro (1902)
- Canuto José Saraiva (1902-1903)
- José Machado Pinheiro Lima (1903-1904)
- Augusto de Couto Delgado (1904-1905)
- José Xavier de Toledo (1905-1907)
- Canuto José Saraiva (1907-1908)
- José Xavier de Toledo (1908)
- Ignácio José de Oliveira Arruda (1908)
- José Xavier de Toledo (1908-1918)
- Francisco da Silva Saldanha (1918-1921)
- Firmino Antônio da Silva Whitaker Filho (1921-1923)
- Antônio Baptista de Campos Pereira (1923-1924)
- Benedicto Philadelpho de Castro (1924-1925)
- João Baptista Pinto de Toledo (1925-1926)
- Urbano Marcondes de Moura (1926-1927)
- Luiz Ayres de Almeida Freitas (1927-1928)
- Eliseu Ghilherme Christiano (1928-1929)
- Manoel Polycarpo Moreira de Azevedo Júnior (1929-1931)
- Manoel da Costa Manso (1931-1933)
- Francisco de Paula e Silva (1933-1935)
- Affonso José de Carvalho (1935)
- Julio Cesar de Faria (1935-1937)
- Achiles de Oliveira Ribeiro (1937-1939)
- Artur Cesar da Silva Whitaker (1939-1940)
- Manoel Carlos de Figueiredo Ferraz (1940-1943)
- Theodomiro de Toledo Piza (1944)
- Mário Guimarães (1944-1947)
- Theodomiro Dias (1948-1949)
- Alcides de Almeida Ferrari (1950-1951)
- Francisco Meirelles dos Santos (1952-1953)
- Manoel Gomes de Oliveira (1954-1955)
- Alexandre Delfino de Amorim Lima (1956-1957)
- João Marcelino Gonzaga (1958-1959)
- Pedro Rodovalho Marcondes Chaves (1960-1961)
- Alberto de Oliveira Lima (1961)
- Joaquim de Sylos Cintra[nota 1] (1962-1963)
- Euclides Custódio da Silveira (1964-1965)
- Raphael de Barros Monteiro (1966-1967)
- Samuel Francisco Mourão (1967)
- Márcio Martins Ferreira (1968-1969)
- Cantidiano Garcia de Almeida (1970-1971)
- Tácito Morbach de Goes Nobre (1972-1973)
- José Carlos Ferreira de Oliveira (1974-1975)
- Gentil do Carmo Pinto (1976-1977)
- Acácio Rebouças (1978-1979)
- Young da Costa Manso (1980-1981)
- Francisco Thomaz de Carvalho Filho (1982-1983)
- Bruno Affonso de André (1984-1985)
- Nelson Pinheiro Franco (1985-1986)
- Marcos Nogueira Garcez (1986-1987)
- Nereu César de Moraes (1988-1989)
- Aniceto Lopes Aliende (1990-1991)
- Odyr José Pinto Porto (1992-1993)
- Francis Selwyn Davis (1994)
- José Alberto Weiss de Andrade (1994-1995)
- Yussef Said Cahali (1996-1997)
- Dirceu de Mello (1998-1999)
- Márcio Martins Bonilha (2000-2001)
- Sérgio Augusto Nigro Conceição (2002-2003)
- Luiz Elias Tâmbara (2004-2005)
- Celso Luiz Limongi (2006-2007)
- Roberto Antonio Vallim Bellocchi (2008-2009)
- Antonio Carlos Viana Santos (2010-2011)
- José Roberto Bedran (2011)
- Ivan Ricardo Garisio Sartori (2012-2013)
- José Renato Nalini (2014-2015)
- Paulo Dimas de Bellis Mascaretti (2016-2017)
- Manoel de Queiroz Pereira Calças (2018-2019)
- Geraldo Francisco Pinheiro Franco (2020-2021)
- Ricardo Mair Anafe (2022-2023)[3]